# NGC 4993
NGC 4993 (również NGC 4994 lub PGC 45657) – galaktyka eliptyczna (E/SB0), znajdująca się w gwiazdozbiorze Hydry.
Odkrył ją William Herschel 26 marca 1789 roku. 25 marca 1836 roku obserwował ją też John Herschel, jednak błędnie obliczył jej deklinację i w rezultacie skatalogował ją jako nowo odkryty obiekt. John Dreyer, zestawiając swój New General Catalogue, błędu tego nie wychwycił i skatalogował obie te obserwacje jako, odpowiednio, NGC 4993 i NGC 4994.